# フロントネー＝ロアン＝ロアン
フロントネー＝ロアン＝ロアン （Frontenay-Rohan-Rohan）は、フランス、ヌーヴェル＝アキテーヌ地域圏、ドゥー＝セーヴル県のコミューン。かつてはフロントネー＝ラバテュ（Frontenay-l'Abattu）といい、サントンジュに属する。

## 地理
ニオールの人口集塊内にあるコミューンで、小郡庁がおかれ、商店や小学校、中学校がある。ポワトヴァン湿地に近接しており、ニオールから10kmほどの距離にあるため、快適な生活がもたらされている。旧ポワトゥー＝シャラント地域圏の主要都市に素早く移動でき、ラ・ロシェルへはおよそ30分、ポワティエへはおよそ1時間である。旧地域圏北部の主要大学都市となっている、ラ・ロシェルおよびポワティエは、若いフロントネー住民をその高等教育で歓迎している。

## 歴史
中世に初めて名づけられた名はフロントネーであった。その後リュジニャン領主のものとなった。1242年にユーグ10世・ド・リュジニャンが、アルフォンス・ド・ポワティエとルイ9世の兄弟に対して反乱を起こしたとき、町は15日間にわたって包囲された後に王軍に陥落させられた。報復で、町を取り巻いていた城壁が壊され、町はフロントネー＝ラバテュと呼ばれるようになった。

## 人口統計
| 1962年 | 1968年 | 1975年 | 1982年 | 1990年 | 1999年 | 2008年 | 2013年 |
| ------ | ------ | ------ | ------ | ------ | ------ | ------ | ------ |
| 1746   | 1813   | 2097   | 2450   | 2571   | 2653   | 3043   | 2946   |

参照元:1962年から1999年までは複数コミューンに住所登録をする者の重複分を除いたもの。それ以降は当該コミューンの人口統計によるもの。1999年までEHESS/Cassini、2004年以降INSEE。

## ゆかりの人物
- バンジャマン・ド・ロアン（fr） - フロントネー公、スービーズ公
- マルグリット・ド・ロアン（fr） - フロントネー公爵夫人